# 山形県道113号宮宿浮島線
山形県道113号宮宿浮島線(やまがたけんどう113ごうみやじゅくうきしません)は、山形県西村山郡朝日町内を通る山形県道である。

## 概要
- 起点=山形県西村山郡朝日町 - 国道287号接点
- 終点=山形県西村山郡朝日町 - 山形県道112号左沢浮島線接点

## 路線状況
- 道路交通センサスによる山形県の宮宿浮島線の交通データについて以下の通りになっている（平成22年（2010年）時点）[1]。

| 交通調査地点                   | 昼間12時間自動車類交通量 | 昼間12時間自動車類交通量 | 昼間12時間自動車類交通量 | 24時間自動車類交通量 | 24時間自動車類交通量 | 24時間自動車類交通量 |
| 交通調査地点                   | 小型車                   | 大型車                   | 合計                     | 小型車               | 大型車               | 合計                 |
| 西村山郡大江町大字宮宿字道合   | 1337台                   | 110台                    | 1447台                   | 1680台               | 143台                | 1823台               |
| 西村山郡朝日町大字三中字ハツ沼 | 75台                     | 3台                      | 78台                     | 90台                 | 5台                  | 95台                 |

## 通過する自治体
- 山形県西村山郡朝日町

## 交差する道路
起点側から順に
- 国道287号（朝日町宮宿）
- 山形県道9号長井大江線（朝日町三中）
- 山形県道112号左沢浮島線（朝日町大沼）

## 重複する道路
- 山形県道9号長井大江線（朝日町三中）

## 沿線の施設や自然
- 朝日町立宮宿小学校
- 最上川
- 春日沼